# Грис, Томас Герхард
Томас Грис (нем. Thomas Gries; род. 26 апреля 1964, Кёльн) — немецкий инженер, учёный в области текстильной технологии, профессор Рейнско-Вестфальского технического университета Ахена (RWTH Aachen), директор Института текстильной техники (ITA), почётный профессор МГУ им. Ломоносова (2013).

## Биография
С 1984 по 1989 год изучал инженерные и экономические науки в Рейнско-Вестфальском техническом университете Ахена и был удостоен стипендии Студенческого фонда немецкого народа. В 1995 году Грис защитил докторскую диссертацию в области инженерных наук с отличием. Затем он работал в компании Lurgi и возглавлял направление текстильных технологий. В 1999 году Грис получил приглашение на должность профессора в Рейнско-Вестфальский технический университет Ахена (RWTH Aachen) как преемник Буркхарда Вульфхорста в Институте текстильной техники (ITA). В апреле 2001 года он был назначен директором этого института. 
Томас Грис увлекается музыкой и играет на альте. Он использовал свой инженерный опыт для создания струнных инструментов из углеродного волокна.

## Награды и признание
- 2012 — Первое место на конкурсе ZukunftErfindenNRW, совместно с Михаэлем Глованией за открытие теплопроводности углеродных волокон, сопоставимой с легированной сталью[8].
- 2013 — Награда за инновации JEC Innovation Award, совместно с Михаэлем Глованией[9].
- 2013 — Почётный профессор Московского государственного университета имени Ломоносова[6].
- 2016 — Избран членом Академии технических наук Германии[нем.][10].
- 2017 — Премия за инновации RWTH Aachen за проект «4D Textil»[11].